# Candemil (Vila Nova de Cerveira)
Candemil is een plaats (freguesia) in de Portugese gemeente Vila Nova de Cerveira en telt 246 inwoners (2001).

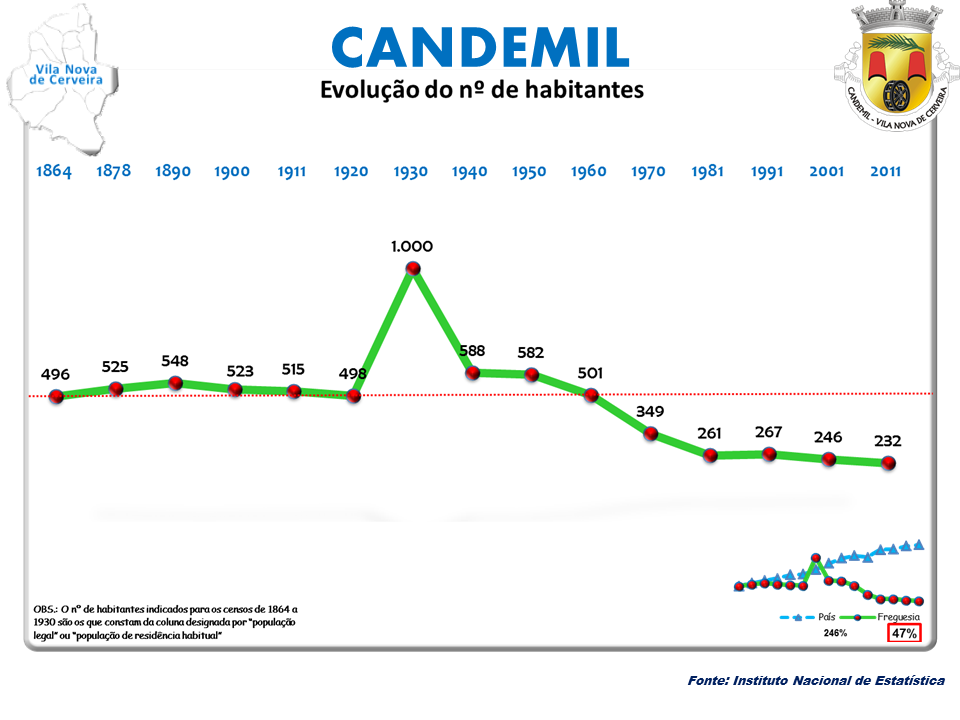
Bevolkingsontwikkeling tussen 1864 en 2011